# Trui van Lier
Geertruida Elisabeth (Trui(tje)) van Lier (Utrecht, 13 november 1914 – Ede, 29 november 2002) was een halfjoodse Nederlandse verzetsvrouw tijdens de Tweede Wereldoorlog.
Truitje was de dochter van de joodse Alfred Johan Salomon van Lier en de niet-joodse Cornelia Geertruida Guldensteeden Egeling. Ze is een nicht van verzetsstrijdster Truus van Lier.
In 1935 begon Trui aan een studie rechten. In oktober 1940 richtte ze in Utrecht aan de Prins Hendriklaan een crèche op die ze Kindjeshaven noemde. Samen met Jet Berdenis van Berlekom wist ze 150 Joodse kinderen tijdens de bezetting via het kinderhuis in veiligheid te brengen. Volgens haarzelf waren het waarschijnlijk wel iets minder.
Vanwege het fusilleren van haar nicht Truus van Lier in 1943 was Truitje genoodzaakt om te stoppen bij de crèche en dook ze onder in Culemborg. Jet bleef aan het werk in Kindjeshaven tot februari 1945.
Na de oorlog probeerde ze terug te keren naar Utrecht, ze was inmiddels zwanger, maar de Utrechtse ambtenarij werkte haar tegen. Ze kreeg tot tweemaal toe een huis toegewezen dat niet bleek te bestaan. Ook kreeg ze na de oorlog een belastingaanslag wegens (levensreddend) gesjoemel met de administratie van de kinderopvang ten tijde van de oorlog. Pas in de jaren 90 kreeg ze erkenning voor haar verzetswerk. In februari 1992 kreeg ze de Yad Vashem onderscheiding die ze in 1994 in Israël in ontvangst nam. De gemeente Utrecht gaf haar in 1995 de zilveren stadsmedaille en een geldbedrag ter compensatie voor wat haar na de oorlog was aangedaan. Na haar pensioen bezocht ze Jet in Canada en daarna besloot ze te verhuizen van Utrecht naar het Friese Noordwolde.
Op 13 november 2023, de geboortedag van Trui, gingen op de Koningslaan, ter hoogte van de speeltuin in het Wilhelminapark, bloembollen de grond in. Elk voorjaar zullen hier blauwe hiacinten de vier letters vormen van haar voornaam.  In januari 2024 werd bekend dat historisch-onderzoeker Jim Terlingen bezig is het met schrijven van een boek over Trui van Lier. 